# واسیلی گاتانیان (کارگردان)
واسیلی آبگاری گاتانیان (ارمنی: Վասիլի Քաթանյան؛  زادهٔ ۲۸ آوریل ۱۹۰۲ - درگذشته ۱۵ فوریهٔ ۱۹۸۰)، نویسنده، تاریخ‌نگار ادبی، زندگی‌نامه‌نویس و شاعر ارمنی‌تبار اهل روسیه بود.

## زندگی‌نامه
وی در ۱۵ آوریل ۱۹۰۲ در مسکو به دنیا آمد و از دانشگاه فنی گرجستان فارغ‌التحصیل شد. گاتانیان عضو اتحادیه نویسندگان اتحاد شوروی بود. وی همچنین برندهٔ جوایزی همچون مدال کار شجاعانه در جنگ بزرگ میهنی (۱۹۴۵–۱۹۴۱) شده است. وی در ۱۵ فوریه ۱۹۸۰ در سن ۷۷ سالگی در مسکو درگذشت.

## نگارخانه

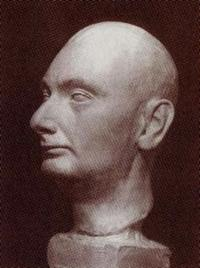